# 전라도닷컴
전라도닷컴은 대한민국의 전라도의 사람, 자연, 문화를 담아온 지역 월간지이며, 발행인은 황풍년이며 편집장은 남신희이다.
2000년 10월에 웹진 전라도닷컴을 창간을 시작으로, 2002년 3월에 월간지 전라도닷컴을 창간하였다.
2007년에는 초기부터 전라도닷컴을 후원하던 향토기업 빅마트의 경영난으로 2007년 12월호를 내지 못하는 등 어려움에 처했으나, 전국 각지의 뜻있는 이들의 후원을 토대로 이후 발간을 이어오고 있다.
지역 문화 및 자연과 관련된 출판사업과 함께 향토음식 쇼핑사업인 전라도몰도 함께 운영하고 있다.

## 수상
- 2004년 10월: '광주MBC 희망대상' 교육/문화부문 대상 수상
- 2009년 7월: 한국잡지협회 선정 2009년도 우수컨텐츠 잡지
- 2011년 5월: 문화체육관광부 선정 2011년도 우수컨텐츠 잡지